# Горушка (бывшая Букровская волость)
Горушка — деревня в Великолукском районе Псковской области России. Входит в состав сельского поселения «Шелковская волость».

## География
Расположена на северо-востоке района, в 43 км к северо-востоку от центра города Великие Луки и в 4 км к северу от волостного центра Букрово-2.

## История
До 2014 года входила в состав сельского поселения «Букровская волость». Законом Псковской области от 10 декабря 2014 года № 1465-ОЗ, муниципальные образования «Черпесская волость», «Марьинская волость», «Букровская волость» и «Шелковская волость» были объединены в муниципальное образование «Шелковская волость» с административным центром в деревне Шелково.

## Население
Численность населения по оценке на 2000 год составляла 10 человек, на 2010 год — 10 человек.